# Fukuda Hideko
Fukuda Hideko est un nom japonais traditionnel ; le nom de famille (ou le nom d'école), Fukuda, précède donc le prénom (ou le nom d'artiste).
Pour les articles homonymes, voir Fukuda.
Fukuda Hideko (福田 英子, 5 octobre 1865 – 2 mai 1927) est une auteure, éducatrice et féministe japonaise de l'ère Meiji.

## Biographie
Fukuda Hideko (connue sous le nom Kageyama Hideko avant son mariage) est une figure éminente du mouvement pour la liberté et les droits du peuple au Japon dans les années 1880. Fukuda Hideko commence sa participation active dans le mouvement après avoir entendu les discours prononcés en 1882 par Kishida Toshiko, une oratrice populaire dévouée aux droits des personnes, en particulier des femmes.
En 1885, Fukuda Hideko et Oi Kentaro, entre autres réformateurs libéraux, commencent à défendre l'idée de se rendre en Corée et d'y créer une perturbation assez grande pour annuler l'accord sino-japonais (convention de Tientsin), conclu par Ito Hirobumi et Li Hung-chang en 1885, devenu plus tard connu comme l'« incident d'Osaka de 1885 ». Fukuda Hideko, ayant rejoint l'aspect de la société politique du mouvement pour la liberté, expose dans son autobiographie intitulée « La moitié de ma vie » (Warawa no Hanshogai), ses raisons de rejoindre le complot pour un mouvement réformiste en Corée :
« La tranquillité de mes études est perturbée par des nouvelles relatives à des perturbations en Corée et le début des négociations sino-japonaises concernant ce pays. Mon sentiment d'outrage et d'indignation est suscité par le comportement pusillanime des responsables gouvernementaux [japonais]. Ils sont résolus à opprimer le peuple dans au Japon mais sont lâches dans le traitement des affaires étrangères. Ils sont prêts à salir notre honneur national tout en poursuivant leur propre honneur éphémère. Ils se concentrent sur l'amélioration de leur aisance et confort personnels tout en ignorant les développements destinés à tourmenter le pays depuis un siècle. »
Pour ces raisons, les libéraux commencent à répondre au « refus du Japon d'aider la Corée » par l'espoir de réinstaller le parti de l'Indépendance. Les anciens membres du Parti libéral dissout proclament que la Corée est indépendante depuis la création de la dynastie Yi et qu'aucun autre pays ne peut interférer avec ses droits et le « principe de liberté ». Dans ses discours, Fukuda Hideko déclare qu'elle est « accueillie à bras ouverts » car les gens la respectent beaucoup, elle et ce qu'elle tente d'accomplir. Les membres du mouvement commencent à essayer de collecter de l'argent, ce qui est difficile car le Japon est confronté à une période de dépression et plusieurs membres ont recours au vol. Isoyama Seibei est irrité contre l'incapacité de lever des fonds et découragé par la petitesse des fonds dont ils disposent. Son attitude négative a pour conséquence son éviction en tant que commandant du mouvement et son remplacement par Arai Shogo, ce qui entraîne d'autres problèmes parce qu'Inagaki Ryunosuke refuse de l'écouter. Les membres du mouvement réussissent cependant à lever des fonds et à collecter des armes, notamment des fusils et des bombes. Ils se rendent ensuite à Nagasaki le 20 novembre 1885, d'où ils prévoient de s'embarquer pour la Corée. Cependant, la police a déjà enquêté sur le grand nombre de vols dans la région d'Osaka et avant que les membres du mouvement ne puissent se rendre à Séoul, le 23 novembre 1885, quelque 130 membres sont arrêtés et accusés de possession illégale de fusils et de bombes, d'incitation à l'émeute et pour quelques-uns, de vol.
L'interception du mouvement réformiste avant son départ la Corée reflète la désorganisation du groupe et signale la fin du mouvement en tant que parti politique au Japon. L'incident coïncide également avec la signature de plusieurs traités entre le Japon et la Corée qui inaugurent une période d'agression larvée, ce qui s'avère le pire moment pour le déclenchement de l'incident d'Osaka. Fukuda Hideko fait partie intégrante du mouvement pour la liberté et les droits du peuple, non seulement dans le mouvement politique mais aussi dans le mouvement des femmes de l'époque.
Fukuda Hideko passe environ 10 mois en prison comme criminelle d'État. Dans les décennies suivantes, elle s'engage dans le mouvement socialiste et publie son propre journal.
Cent ans après sa naissance, en 1965, un groupe d'activistes érige un mémorial en son honneur à Okayama. Le mémorial comprend une citation de son autobiographie :
« Ma vie a été une adversité après l'autre. Mais j'ai toujours fait face. Pas une fois, pas une seule fois, n'ai-je craqué dans l'adversité ».